# 方岳 (成化進士)
方岳（1442年—？），字恒謙，福建興化府莆田縣人，軍籍。明朝政治人物。進士出身。

## 生平
成化元年（1465年）乙酉科福建鄉試第二十名。成化五年（1469年）乙丑科會試第十六名，殿試登進士第三甲第六十二名。授行人，二十年八月擢南京湖广道試監察御史，二十一年十一月實授，弘治三年（1490年）正月因南京守备太监蒋琮及御史姜绾等互奏事，上以御史不顾大体，构词讦奏，烦渎朝廷，姜綰、方岳等人各降一级，俱调外任，岳降调泰州判官，七年升常州府同知。

## 家族
曾祖父方士堅。祖父方澥，曾任行人。父亲方旭伯。